# Unionism
Unionism är en rörelse, främst bland den protestantiska befolkningen i Nordirland, som vill behålla Nordirland som en del av Förenade kungariket Storbritannien och Nordirland. Anhängarna kallas unionister i motsats till de nationalister och republikaner som har starkt stöd bland den katolska befolkningen som hellre ser att den nordirländska provinsen blir en del av den irländska republiken.
Det finns dock såväl katoliker som vill att Nordirland ska förbli en del av Förenade kungariket som protestanter som vill se en (åter)förening med Irland.